# Sergio Badilla Castillo
Sergio Badilla Castillo, (Valparaíso, Xile, 30 de novembre de 1947). Creador del transrealisme poètic en la poesia actual. Poeta amb un gran ascendent nòrdic en la seva creació literària, influït pels finlandesos Edith Södergran, Elmer Diktonius, i pels suecs Gunnar Ekelöf i Tomas Tranströmer.

## Vida
Badilla Castillo es va graduar en periodisme de la Universitat de Xile en 1972 i també va estudiar a la Universitat d'Estocolm, on ell va graduar en metodologia de l'antropologia social.
Badilla Castillo va treballar gairebé tretze anys en la Ràdio Nacional de Suècia, com periodista cultural, un interès que ho orientaria, més endavant, a transformar-se en traductor de poesia, escandinava, anglesa i americana. Durant la seva permanència en Escandinàvia va desenvolupar un contacte molt pròxim i afí amb els escriptors suecs, Sun Axelsson, el membre de l'Acadèmia Nobel Östen Sjöstrand i el poeta Willy Granqvist, al mateix temps que va formar part del Grup Taller d'Estocolm, i del Pelican International Group of Artsi va fundar les revistes Pol Nord i Passió.
Del seu pare marí va heretar el nomadisme, d'aquesta manera, va viatjar, en la dècada dels setanta i vuitanta, per tot Europa, Àfrica del nord, Llatinoamèrica i l'Orient Mitjà. Ell va residir un curt període, també, a Romania. El 1975, interessat en la mitologia de Valàquia i Transsilvània.

## Obra
Badilla Castillo ha matisat la seva vida, treballant com un periodista i professor universitari, des que va tornar a Xile en 1993. El seu retorn de l'exili, en 1993 va marcar una modificació en el seu estil poètic, començant a escriure d'una manera molt més autobiogràfica. En la Saga nòrdica (1997) es nota aquest està transformació de manera palpable. És un període d'una experimentació agut i desafiador. A partir d'aquesta època, Badilla Castillo estableix contacte amb el transrealisme de Rudy Rucker que ho porta a explorar altres dimensions i condicions temporals.